# Tipula xanthodes
Tipula xanthodes är en tvåvingeart som beskrevs av Yang 1991. Tipula xanthodes ingår i släktet Tipula och familjen storharkrankar. Inga underarter finns listade i Catalogue of Life.